# عارف عیسی‌اف
عارف عیسی‌اف (انگلیسی: Arif İsayev؛ زادهٔ ۲۸ ژوئیهٔ ۱۹۸۵) بازیکن فوتبال اهل جمهوری آذربایجان است.
از باشگاه‌هایی که در آن بازی کرده‌است می‌توان به باشگاه فوتبال دنیزلی اسپور، باشگاه فوتبال استاندارد سومقاییت، باشگاه فوتبال شوالان، باشگاه فوتبال مغان، باشگاه فوتبال سیمرغ زاقاتالا، باشگاه فوتبال گنجلربیرلیئی سومقاییت، باشگاه فوتبال قبله، باشگاه فوتبال خزر سومقاییت، و باشگاه فوتبال شماخی اشاره کرد.
وی همچنین در تیم ملی فوتبال جمهوری آذربایجان بازی کرده‌است.